# إكسون موبيل
إكسون موبيل (بالإنجليزية: ExxonMobil) هي شركة نفط وغاز أمريكيَّة مُتعدِّدة الجنسيات تقع مقرّاتها في مدينة إرفينغ بولاية تكساس، وهي أكبر الشركات المُنبثقة عن شركة ستاندرد أويل التي أسَّسها جون روكيفلر. تأسَّست إكسون موبيل (المُسجَّلة حاليًا في ولاية نيوجيرسي) بعد اندماج شركة إكسون (التي كان اسمها شركة ستاندرد أويل لولاية نيوجيرسي) مع شركة موبيل (التي كان اسمها شركة ستاندرد أويل لولاية نيويورك) بتاريخ 30 نوفمبر عام 1999. تتبع للشركة عدَّة علامات فرعيَّة وهي شركات إكسون، وإسو، وموبيل، بالإضافة إلى شركة إكسون موبيل الكيماويَّة.
تُعدّ إكسون موبيل أحد أضخم شركات العالم من حيث قيمة عائداتها حيث احتَّلت الشركة واحدة من المراكز الستة الأولى كأضخم الشركات المتداولة من حيث القيمة السوقيَّة خلال الفترة من عام 1996 حتَّى عام 2017. صَنَّفت مجلة فوربس الشركة في المرتبة الثالثة عالميًا على قائمة غلوبال 2000 في عام 2016. كما احتَّلت إكسون موبيل المرتبة العاشرة كأكثر الشركات جنيًا للأرباح على قائمة فورتشن 500 في عام 2017. أصبحت الشركة في المرتبة الثانيَّة على قائمة فورتشن 200 لأضخم الشركات الأمريكيَّة من حيث مجموع العائدات في عام 2018. تبلغ حصّة الشركات من المجموع الكليّ لأسهم الشركة نحو 55.56%. كانت أكبر الشركات التي لها حصص في الشركة اعتبارًا من مارس عام 2019 كلًا من مجموعة فانغارد (8.15%)، وشركة بلاك روك (6.61%)، وشركة ستيت ستريت (4.83%).
تُعدّ إكسون موبيل واحدة من الست الكبار في قطاع النفط. إذ بلغَ إنتاج الشركة اليوميّ 3.921 مليون مكافئ برميل نفطيّ في عام 2007، ولكنَّ هذا الرقم صغير بالمقارنة مع الإنتاج اليوميّ للعديد من شركات النفط الوطنيَّة. مثَّلَ إنتاج الشركة اليوميّ ما تُعادل نسبته 3% من الإنتاج العالميّ في عام 2008، ولكنَّ هذه النسبة هي أصغر من العديد من شركات البترول الحكوميَّة الضخمة. كما تحتلُ إكسون موبيل المرتبة الرابعة عشر عالميًا من حيث حجم احتياطات النفط والغاز التي تملكها بنسبة لا تتجاوز 1% من مجموع الاحتياطي العالميّ حيث قُدِّرت قيمة هذه احتياطات بما يناهز عشرين مليار مكافئ برميل نفطيّ في أواخر عام 2016. أشارت التوقعات إلى استمرار مُعدَّلات الإنتاج المُسجَّلة في سنة 2007 لأكثر من أربعة عشر عامًا. يبلغ عدد مصافي النفط التي تُشغِّلها الشركة 37 مصفاة في 21 بلدًا حول العالم. ويبلغ مجموع الطاقة التكريريَّة اليوميَّة لها نحو 6.3 مليون برميل (مليون متر مكعب)، وهو ما يجعل إكسون موبيل سابع أكبر مُكرِّر نفطيّ في العالم.
تعرَّضت إكسون موبيل للعديد من الانتقادات على مرِّ تاريخها مثل تجاوب الشركة البطيء في الجهود المبذولة للاحتواء والتنظيف بعد كارثة تسرب ناقلة إكسون فالديز النفطيّ في ألاسكا عام 1989، والتي تعدّ أسوء حادثة تسرب نفطيّ في التاريخ من ناحية تأثيرها الفاجع الذي ألحقته بالبيئة والحياة البريَّة. مارست إكسون موبيل منذ زمن جهودًا حثيثة للضغط على الجهات الحكوميَّة بهدف التشجيع والترويج لإنكار التغير المناخيّ، وهذا رغم الإجماع العلميّ الذي أثبت أنَّ إحراق الوقود الأحفوريّ هو المُسبِّب الرئيسيّ للاحتباس الحراريّ الذي يصيب كوكبنا. بيدَّ أنَّ الشركة تقول بأنَّها قامت باتخاذ عدد من الإجراءات للحد من الآثار البيئيَّة التي تتسبب بها عملياتها. كذلك واجهت الشركة انتقادات بشأن تعاملها مع عدد من المسائل المرتبطة بحقوق الإنسان، ودورها في التأثير على السياسة الخارجيَّة الأمريكيَّة، وتأثيرها على مستقبل العديد من دول العالم.

## التاريخ
تأسَّست إكسون موبيل بعد اندماج العملاقين النفطيين إكسون وموبيل مع بعضهما في عام 1999.

### من عام 1870 حتَّى عام 1911
تُعدُّ شركتيّ إكسون وموبيل واحدة من الشركات المُنبثقة عن شركة ستاندرد أويل التي أسَّسها قُطب الأعمال الأمريكيّ جون روكيفلر مع شركائه تحت اسم شركة ستاندر أويل لولاية أوهايو في عام 1870. دُمِجت شركة ستاندر أويل لولاية أوهايو مع الشركات المُرتبطة بها في عام 1882 ليُفضي عنها تشكيل صندوق ستاندرد أويل الائتمانيّ الذي كانت أكبر شركتين فيه هما شركة ستاندرد أويل لولاية نيوجيرسي، وشركة ستاندرد أويل لولاية نيويورك. تأسَّست بعدها شركة النفط الإنجليزيَّة الأمريكيَّة بالمملكة المتَّحدة في عام 1888. دَخلت ستاندرد أويل في شراكة مع مجموعة من تجَّار السفن المحليين في مدينة بريمن لتُعلن عن تأسيس الشركة الألمانيَّة الأمريكيَّة للبترول (إسو) عام 1890. افتتحت الشركة الأمريكيَّة للبترول بالاشتراك مع شركات هولنديَّة وبلجيكيَّة فرعًا لها في روتردام عام 1891. كذلك شهِدَ نفس العام تأسيس فرع إيطاليّ للشركة تحت اسم الشراكة الإيطاليَّة الأمريكيَّة للبترول في البندقية.
قامت الحكومة الأمريكيَّة بحل صندوق ستاندرد أويل الائتمانيّ بموجب ما نصَّ عليه قانون شيرمان لمكافحة الاحتكار في عام 1892، ولكن سرعان ما عادت الشركة للظهور مع تأسيس شركة ستاندرد أويل الاستحقاقيَّة. بادرت الشركة إلى توكيل شركة ستاندرد أويل لولاية نيويورك لاستلام عمليات إنتاج الكيروسين في السوق الصينيَّة والأسواق الآسيويَّة الأخرى في عام 1893 بهدف توطيد الأواصر التجاريَّة مع شركات المنطقة. أعلنت شركة ستاندرد أويل لولاية نيوجيرسي عن استحواذها على حصّة سياديَّة في شركة أمبريال أويل الكنديّة للنفط في عام 1898. أصبحت شركة ستاندرد أويل لولاية نيوجيرسي الشركة القابضة لشركة ستاندرد أويل الاستحقاقيَّة في 1899. باشرت الحكومة الأمريكيَّة اتخاذ إجراءات مكافحة الاحتكار بحق ستاندرد أويل في عام 1898. تضرَّرت سمعة شركة ستاندرد أويل في أعين الرأي العام بعد نشر الكاتبة إيدا تاربيل لكتابها الفاضح «تاريخ شركة ستاندرد أويل» في عام 1904. أدَّى الكتاب إلى تزايد المطالب الداعيَّة لاتخاذ الحكومة للإجراءت المناسبة تجاه الشركة. أصدرت المحكمة العليا الأمريكيَّة حكمًا في قضية «شركة ستاندرد أويل لولاية نيوجيرسي ضد الولايات المتَّحدة» يقضي بحل ستاندرد أويل وتقسيمها إلى 34 شركة في عام 1911. جاء صدور هذا الحكم في الوقت الذي كان الاستياء الشعبيّ تجاه الشركة قد بلغَ أوجه. كان من ضمن تلك الشركات كلًا من شركة جيرسي ستاندرد (شركة ستاندرد أويل لولاية نيوجيرسي) التي أصبح اسمها إكسون، وشركة سوكوني (شركة ستاندرد أويل لولاية نيويورك) التي أصبح اسمها موبيل.

### من عام 1911 حتَّى عام 1950
نمَت شركتا جيرسي ستاندرد وسوكوني نموًا كبيرًا على مدى العقود الأربعة اللاحقة. كان جون داستن أرشبولد أول رئيس في تاريخ شركة جيرسي ستاندرد، وجاء بعده والتر تيغل في عام 1917 الذي كان له الفضل في جعل جيرسي ستاندرد شركة النفط الأكبر في العالم آنذاك. استحوذت الشركة على 50% من أسهم شركة هامبل لاستخراج النفط وتكريره الموجودة في ولاية تكساس عام 1919. أُدرِجت الشركة على قائمة التداول في بورصة نيويورك في عام 1920. قامت الشركة خلال السنوات اللاحقة بالاستحواذ أو تأسيس كلًا من شركة كولومبيا الاستوائيَّة للنفط (1920)، وشركة ستاندرد أويل الفنزويليَّة (1921)، وشركة فنزويلا الكريوليَّة للبترول (1928).
كان هنري كلاي فولغر رئيس شركة سوكوني حتَّى عام 1923، ليخلفه بعدها هربرت برات. حفَّزَ سوق السيَّارات المزدهر شركة سوكوني على طرح منتج موبيلويل الذي سجَّلته الشركة كعلامة تجاريَّة في عام 1920. حصلت سوكوني على ملكية الأصول التي تخوّلها من إدارة النشاطات التسويقيَّة والتكريريَّة لستاندرد أويل بعد حلِّها، ولكن لم يكن لها يد في عمليات إنتاج النفط. ولهذا السبب اشترت سوكوني استحقاقًا بنسبة 45% من شركة ماغنوليا للبترول في عام 1918، وهي من الشركات الكبرى في مجال تكرير النفط والتسويق والنقل بالأنابيب. استحوذت سوكوني على جميع أسهم ماغنوليا في عام 1925. واشترت شركة كاليفورنيا العامَّة للبترول في عام 1926. ودخلت سوكوني في شراكة مع الشركة التركيَّة للبترول (شركة نفط العراق) في عام 1928. اندمجت سوكوني مع شركة فاكيوم للنفط، وهي من الشركات الرائدة في مجال صناعة النفط (يعود تاريخ تأسيسها إلى عام 1866) ليتشكل عنهما شركة سوكوني فاكيوم في عام 1931.
أعلنَ الذراع الهولنديّ لجيرسي ستاندرد عن تأسيس الشركة الهولنديَّة الاستعماريَّة للبترول المُختصَّة بالتنقيب والإنتاج في منطقة آسيا والمحيط الهادئ في عام 1912. استطاعت الشركة اكتشاف النفط في إندونيسيا في عام 1922 حيث افتتحت مصفاة للتكرير في سومطرة. كان للشركة القدرة على إنتاج النفط وتكريره دون وجود شبكة تسويقيَّة. ولكن تمكَّنت سوكوني فاكيوم من تعيين جهات تسويقيَّة قامت بالعمل عن بعد من كاليفورنيا. اتفقت جيرسي ستاندرد مع سوكوني فاكيوم على دمج أسهمهما في منطقة آسيا والمحيط الهادئ على شكل شراكة تناصفيَّة في عام 1933. تواجدت شركة ستاندرد فاكيوم للنفط أو ستانفاك في خمسين بلدًا حول العالم من شرق أفريقيا وصولًا إلى نيوزيلندا قبل حلِّها في عام 1962.
أعلنت جيرسي ستاندرد وجنرال موتورز عن جمع وضم شهادات الاختراع المُتعلِّقة برباعي إيثيل الرصاص الموجودة بحوذتهما وتأسيس شركة إيثيل للغازولين في عام 1924. وقَّعت جيرسي ستاندرد في عام 1927 على اتفاق شراكة مع إي غه فاربن لمدَّة ربع قرن لإجراء أبحاث حول آفاق مجال هدرجة الفحم في الولايات المتَّحدة. رأت جيرسي ستاندرد أنَّ هذه الشراكة البحثيَّة ستعود على الشركة بالفائدة لأنَّها توقَّعت نضوب احتياطات النفط في الولايات المتَّحدة خلال المستقبل القريب، وأنَّ هدرجة الفحم سيمنحها القدرة على إنتاج الوقود الصنعيّ. وهكذا بدأت الشركة بتشييد مصانع بايواي، وباتون روج، وبايتاون للوقود الصنعيّ. بيدَّ أنَّ هذا الاندفاع نحو الوقود الصنعيّ تبدَّد بعد اكتشاف حقل شرق تكساس النفطيّ. وبعدها أُعلِنَ عن تأسيس شركة ستاندرد إي غه كجزء من اتفاق الشراكة مع إي غه فاربن. هذا وقد استأثرت جيرسي بحصّة 80% من هذه الشركة. أعلنت إي غه فاربن عن شراكة نقلت بموجبها الحقوق القانونيَّة لعمليات الهدرجة خارج ألمانيا مقابل حصولها على حصّة بقيمة 35 مليون دولار من أسهم شركة جيرسي ستاندرد. أعلن الطرفان في عام 1930 عن تأسيس شركة هيدرو لبراءات الاختراع لتولي عملية ترخيص الهدرجة في الولايات المتَّحدة. مكَّن الاتفاق المُبرم مع إي غه فاربن شركة جيرسي ستاندرد من استعمال براءات الاختراع المُرتبطة بعديد الإيزوباوتين الذي ساعد الشركة على المضي قدمًا في تطوير عملية بلمرة الإيزوباوتين وطرح مطَّاط البوتيل في عام 1937. اتهم عضو مجلس الشيوخ هاري ترومان شركة جيرسي ستاندرد بالخيانة بعدما منحَ الاتفاق الذي أبرمته الشركة مع إي غه فاربن الألمانيَّة حق الاعتراض على تراخيص براءات الاختراع المرتبطة بمجال الصناعات الكيماويَّة في الولايات المتَّحدة. افتتحت الشركة أول مصنع تجاريّ لإنتاج التولوين في عام 1941.
أعلنت جيرسي ستاندرد عن استحواذها على الأصول الأجنبيَّة للشركة الأمريكيَّة للبترول والنقل في عام 1932. خسرت الشركة أصولها في بوليفيا بعد تأميمها في عام 1937، وتبعها المكسيك بعد ذلك في عام 1938.
استعملت شركة جيرسي ستاندرد اسم «إسو» كأحد علاماتها التجاريَّة الرئيسيَّة منذ حل صندوق ستاندرد أويل الائتمانيّ في عام 1911. اعترضت عدد من الشركات الأخرى المنبثقة عن ستاندرد أويل على استعمال الاسم في مناطق تواجدهم. وبالفعل فقد استطاعت هذه الشركات دفع المحاكم الفيدراليَّة الأمريكيَّة لحظر استعمال الاسم في هذه الولايات خلال ثلاثينيات القرن العشرين. وهكذا لجأت جيرسي ستاندرد إلى استعمال علامتي إنكو وهامبل عند التسويق لمنتجاتها في الولايات التي حُظِرَ فيها استعمال اسم إسو.
افتتحت شركة سوكوني فاكيوم ميناء ماموث النفطيّ في جزيرة ستاتن في عام 1935. استطاع الميناء استيعاب أكثر من ربع مليار غالون من المنتجات البتروليَّة في السنة الواحدة. كما أمكنه نقل النفط بالسفن من الناقلات العابرة للمحيطات والعبَّارات النهرية. اشترت سوكوني فاكيوم شركة غيلمور النفطيَّة لولاية كاليفورنيا في عام 1940، ودمجتها مع شركة البترول العامَّة التابعة للشركة في عام 1945. أعلنت جيرسي ستاندرد عن دخولها في شراكة مع رويال داتش شل لتأسيس الشركة الهولنديَّة للبترول بهدف التنقيب عن النفط والغاز واستخراجهما في هولندا في عام 1947. استحوذت جيرسي ستاندرد وسوكوني فاكيوم على أسهم في الشركة العربيَّة الأمريكيَّة للنفط (أرامكو السعودية) في عام 1948.

### من عام 1950 حتَّى عام 1972
غيَّرت سوكوني فاكيوم اسمها ليصبح شركة سوكوني موبيل للنفط في عام 1955. دُمِجت شركة ماغنوليا للبترول، والشركة العامة للبترول، وشركة موبيل للنفط مع بعضها البعض لتشكيل شركة موبيل للنفط في عام 1959. كانت هذه الشركة الجديدة تابعة ومملوكة بكاملها لشركة سوكوني موبيل. غيَّرت شركة سوكوني موبيل للنفط اسمها ليصبح موبيل للنفط في عام 1966.
أصبحت شركة هامبل أويل مملوكة بالكامل لشركة جيرسي ستاندرد وأُلحِقت بالقسم التسويقيّ الأمريكيّ من جيرسي ستاندرد في عام 1959. اشترت هامبل أويل جميع محطَّات سيغنال المتبقية التابعة لشركة ستاندرد أويل لولاية كاليفورنيا (شيفرون) في عام 1967. أعلنت جيرسي ستاندرد عن أول اكتشاف هام لحقول النفط في ليبيا في عام 1959.
تأسَّست شركة موبيل للكيماويات في عام 1960، وتَبِعها تأسيس شركة إكسون للكيماويات (التي كان اسمها إنجاي للكيماويات في بادئ الأمر) في عام 1965.
بدأت جيرسي ستاندرد الاستحواذ على أصول إنتاج الفحم من خلال شريكتها كارتر أويل (التي عُرِفَت لاحقًا باسم شركة إكسون الأمريكيَّة للفحم) في عام 1965. أُعلِنَ عن استحداث شركة مونتري للفحم في عام 1969. تأسَّست هذه الشركة بغرض إدارة أصول الشركة في الغرب الأوسط والساحل الشرقيّ للولايات المتَّحدة. ركَّزت شركة كارتر أويل على تطوير عملية تصنيع الوقود من الفحم. بدأت الشركة العمل على تطوير عملية لتسييل الفحم تدعى عملية المذيب المانح في عام 1966. افتتحت إكسون مصنعًا تجريبيًا بقدرة إنتاجية تبلغ 250 طنًا في اليوم بمدينة باي تاون بولاية تكساس في شهر أبريل من عام 1980. أُغلِقَ المصنع وفُكِّك في عام 1982.
أعلنت موبيل عن استحواذها على حصّة استراتيجيَّة بنسبة 28% من شركة آرال الألمانية للوقود في عام 1967.
باشرَ فريق مهام جيرسي ستاندرد خلال الستينيات النظر في المشاريع والآفاق المستقبليَّة التي يمكن أن تسلكها الشركة خلال العقود الثلاثة المقبلة. أعلنت إكسون عن تأسيس شركة الطاقة الشمسيَّة التابعة للشركة في أبريل عام 1973. اختَّصت هذه الشركة بتصنيع الخلايا الكهروضوئيَّة الأرضيَّة. توقَّع التقرير الداخليّ لشركة إكسون بعد فترة وفرة النفط في الثمانينيات أنَّ الطاقة الشمسيَّة لن تصبح خيارًا عمليًّا حتَّى عام 2012 أو عام 2013. وهكذا باعت إكسون شركة الطاقة الشمسيَّة على هذا الأساس في عام 1984. كذلك عمِلَت شركة موبيل تايكو للطاقة الشمسيَّة التي كانت نتاج الشراكة التي أبرمتها موبيل مع مختبرات تايكو، على تطوير تقنيات خاصَّة بالطاقة الشمسيَّة خلال الفترة الممتدة من عام 1974 حتَّى عام 1994.
دخلت جيرسي ستاندرد مجال الطاقة النوويَّة في أواخر ستينيات القرن العشرين. إذ قامت الشركة بتأسيس شركة جيرسي النوويَّة (التي أصبح اسمها لاحقًا شركة إكسون النوويَّة) لتصنيع وتسويق وقود اليورانيوم في عام 1969. قامت الشركة بتصنيع وقود اليورانيوم من مركَّزات اليورانيوم التي استخرجتها شركة هامبل أويل (التي أصبح اسمها لاحقًا شركة إكسون للمعادن). افتتحت شركة جيرسي النوويَّة منشأة لإنتاج الوقود النوويّ (الآن واقعة تحت ملكية فرام أتوم) في ريتشلاند بولاية واشنطن في عام 1970. بِيعَت شركة إكسون النوويَّة إلى اتحاد كرافتفيرك وهو الذراع النوويّ لشركة سيمنز في عام 1986. بدَأت الشركة عمليات التعدين السطحيّ لخامات اليورانيوم في مقاطعة كونفرس بولاية وايومنغ الأمريكيَّة في عام 1970، وتلا ذلك مباشرتها لعمليات التعدين بالإذابة في عام 1972، ومن ثمَّ عمليات التعدين الباطنيّ في عام 1977. وبدأت عملية معالجة خامات اليورانيوم في عام 1972، ولكن أُغلِقت المنشأة في نهاية المطاف في عام 1984. أعلنت إكسون في عام 1973 عن استحواذها على منشأة راي بوينت لمعالجة خامات اليورانيوم التي توقف عملها بعد وجيزة من ذلك.

### من عام 1972 حتَّى عام 1998
قامت الشركة بالاسعاضة عن علامتيّ إنكو وإسو السابقتين بعلامة إكسون حيث جعلتها العلامة التجاريَّة الجديدة الموحَّدة لها في عام 1972. كما غيَّرت الشركة اسمها القانونيّ في نفس الوقت من شركة ستاندرد أويل لولاية نيوجيرسي ليصبح اسمها شركة إكسون، وكذلك غيَّرت شركة هامبل أويل اسمها ليصبح شركة إكسون الأمريكيَّة. هذا وقد جاء تغيير العلامة التجاريَّة على خلفية النجاح الذي حقَّقه اسم إكسون من الناحية التسويقيَّة خلال الفترة التجريبيَّة من خريف وشتاء عام 1971 وعام 1972. كما اعتمدت إكسون مع الاسم الجديد شعارًا جديدًا. كان الشعار الجديد مستطيل الشكل ويتوسطه اسم الشركة المطبوع بحروف حمراء اللون ويصاحبها شريط أزرق وخلفية بيضاء، وهو في ذلك مشابه لألوان الشعار القديم لعلامتيّ إنكو وإسو. دخلت التغييرات الجديدة على أسماء علامات إسو، وإنكو، وهامبل حيز التنفيذ في الولايات المتَّحدة بتاريخ 1 يناير عام 1973. بدأت شركتيّ إكسون وموبيل بالتوسُّع في عمليات التنقيب والإنتاج في بحر الشمال وخليج المكسيك وأفريقيا وآسيا نتيجة أزمة النفط التي نشبت في عام 1973. كما كثَّفت موبيل من تنويع نشاطاتها فدخلت في مجال تجارة التجزئة والتغليف بعد استحواذها على الشركة الأم لشركتيّ مونتغمري وارد، وكونتينر.
دخلت شركة إنتركور التابعة لإكسون في شراكة تعاونيَّة مع شركة كاربوكول الكولومبيَّة الحكوميَّة بهدف المباشرة في استخراج الفحم الحجريّ من منجم سيريخون في عام 1976. أعلنت إكسون في عام 1980 عن دمج جميع أصولها في قطاع الصناعات المعدنيَّة مع أصول شركة إكسون للمعادن المُتأسِّسة حديثًا (تغيَّر اسم الشركة لاحقًا وأصبحت تدعى شركة إكسون موبيل للفحم والمعادن). دخلت إكسون خلال نفس العام في مجال الطَفْل النفطيّ بعد شرائها لحصّة بنسبة 60% من مشروع كولوني لاستخراج الطَفْل النفطيّ في ولاية كولورادو الأمريكيَّة، بالإضافة إلى حصَّة بنسبة 50% من مكامن الطَفْل النفطيّ المملوكة من قِبل شركة راندل في ولاية كوينزلاند الأستراليَّة. أعلنت إكسون عن توقيف مشروع كولوني في 2 مايو عام 1982 بسبب تراجع أسعار النفط وتكاليف الاستخراج الباهظة.
أعلنت شركة موبيل عن نقل مقرَّاتها الرئيسيَّة من نيويورك إلى مقاطعة فيرفاكس بولاية فرجينيا في عام 1987. كما باعت إكسون مقرَّاتها السابقة الكائنة في جادّة أميريكاز رقم 1251 ضمن مركز روكفيلر بمدينة نيويورك لشركة ميتسوي للتطوير العقاريّ في عام 1986، وذلك في صفقة بلغت قيمتها 610 مليون دولار. قامت الشركة بعدها بنقل مقارها من منطقة منهاتن بمدينة نيويورك إل منطقة لاس كوليناس في مدينة إرفينغ بولاية تكساس. صرَّح جون والش وهو رئيس شركة فريندز ووود للتنمية التابعة لإكسون بأنَّ السبب الكامن وراء قرار الشركة ترك نيويورك كان بسبب التكاليف المرتفعة للغاية.
اصطدمت ناقلة النفط إكسون فالديز بشعاب مرتفعة في لسان الأمير ويليام البحريّ بولاية ألاسكا في 24 مارس عام 1989 مما أدَّى إلى تسرُّب أكثر من أحد عشر مليون غالون أمريكيّ (42 ألف متر مكعَّب) من النفط الخام. كان تسرب ناقلة إكسون فالديز النفطيّ ثاني أكبر حادث من نوعه في التاريخ الأمريكيّ. ولذلك فقد تحرَّك الكونغرس الأمريكيّ في أعقاب الحادثة وأقرّ قانون التلوث النفطيّ لسنة 1990. فرضت الحكومة الأمريكيَّة على الشركة في بادئ الأمر غرامة تأديبيّة بقيمة خمسة مليارات دولار، ولكن خفَّضتها المحكمة العليا إلى 507.5 مليون دولار في يونيو عام 2008، وتمَّت بعدها المباشرة بتوزيع التعويضات على المُستحقين.
أسَّست موبيل شركة ميغاس (شركة موبيل الأوروبيَّة للغاز) في عام 1994 التي أصبحت مسؤولة عن عمليات الشركة الخاصّة بإنتاج الغاز الطبيعيّ في أوروبا. أعلنت شركة موبيل والشركة البريطانيَّة للبترول عن دمج أسهمها في سوق تكرير النفط والوقود وزيوت التشحيم الأوروبيَّة في عام 1996. هذا وقد بلغت حصّة موبيل من أسهم إنتاج الوقود 30%، في حين بلغت حصَّتها في أسهم إنتاج زيوت التشحيم 51%.
دخلت إكسون السوق الروسيَّة بعد توقيعها على اتفاق شركة إنتاجيّ في مشروع ساخالين الأول في عام 1996.

### من عام 1998 حتَّى عام 2000
أبرمت إكسون وموبيل اتفاق اندماج بقيمة 73.7 مليار دولار يفضي إلى تشكيل شركة جديدة تدعى شركة إكسون موبيل في عام 1998. أصبحت الشركة حديثة العهد أكبر شركة نفط في العالم وثالث أكبر شركات العالم. كان اتفاق الاندماج حينها الأضخم من نوعه في التاريخ. إذ كانت إكسون في وقت توقيع الاتفاق أكبر شركة طاقة في العالم أجمع، في حين كانت موبيل ثاني أكبر شركة نفط وغاز في الولايات المتَّحدة. جاء الإعلان عن صفقة الاندماج بعد فترة وجيزة من اندماج الشركة البريطانيَّة للبترول مع أموكو التي كانت حينها أكبر صفقة اندماج صناعيّ في التاريخ. ما حصل رسميًا هو أنَّ موبيل اشترت إكسون. إذ أنَّ المساهمين في موبيل حصلوا على ما يُعادل 1.32 ضعفًا لكل سهم من أسهم إكسون. وعليه فقد حصل المساهمون السابقون في موبيل على حصة تكافؤ نحو 30% من أسهم الشركة الجديدة بعد الاندماج، في حين بلغت حصّة المساهمين السابقين في إكسون نحو 70%. هذا وقد ظلَّ رئيس إكسون التنفيذيّ لي رايموند في منصبه رئيسًا تنفيذيًا للشركة الجديدة، بينما تولَّى الرئيس التنفيذيّ لشركة موبيل لوسيو نوتو منصب نائب رئيس الشركة الجديدة. تُعدُّ صفقة الاندماج بين شركتيّ إكسون وموبيل فريدة من نوعها في التاريخ الأمريكيّ بسبب جمعها لأكبر شركتين منبثقتين عن صندوق ستاندرد أويل الائتمانيّ.
وافقت المفوضيَّة الأوروبيَّة على صفقة الاندماج بتاريخ 29 سبتمبر عام 1999، وتبِعَ ذلك موافقة اللجنة الفيدراليَّة الأمريكيَّة للتجارة عليها في اليوم التالي. هذا وقد اشترطت المفوضية الأوروبيَّة على الشركتين قبل موافقتها على عملية الاندماج شرطين اثنين وهما حل موبيل لشراكتها مع شركة بي پي، وأن تبيع حصَّتها في شركة آرال. وهكذا أبرمت بي پي اتفاقًا مع موبيل يقضي باستحواذ الأولى على جميع أصول إنتاج الوقود المشتركة، ومصنعيّن مشتركين للنفط الخام، وجزء كبير من شراكة تصنيع زيوت التشحيم المبرمة سابقًا بين الشركتين. أمَّا حصّة موبيل في شركة آرال فكانت قد بِيعت إلى شركة فيغا أويل، والتي كانت قد استحوذت عليها بي پي فيما بعد. كذلك طالبت المفوضية الأوروبيَّة كلًا من شركتيّ ميغاس التابعة لموبيل، وإكسون (التي تملك حصّة بنسبة 25%) بِنقل حصتهما في شركة تيسنغاس. وعليه فقد استحوذت شركة دوك للطاقة على ميغاس، في حين انتقلت حصّة إكسون في الشركة الألمانيَّة إلى آر دبليو إي. كما تخلَّت إكسون عن جميع أسهمها الخاصّة بإنتاج وقود الطائرات إلى بي پي، فضلًا عن تخلِّي موبيل عن شبكة النقل بالأنابيب المتَّصلة بمطار غاتويك. أمَّا اللجنة الفيدراليَّة الأمريكيَّة للتجارة فاشترطت على الشرطتين بيع 2,431 محطّة وقود في منطقتيّ شمال شرقيّ الولايات المتَّحدة، وإقليم الأطلسيّ الأوسط (1,740 محطّة)، وولايتيّ كاليفورنيا (360 محطّة)، وتكساس (319 محطّة)، وإقليم غوام (12 محطّة). وعلاوةً على ذلك فقد اشترطت اللجنة على إكسون موبيل بيع كلًا من مصفاة تكرار بينيشا في كاليفورنيا، وحقوق العمليات الطرفيَّة النفطيَّة في بوسطن، وواشنطن العاصمة، وغوام، وحصّتها في خط أنابيب كولونيال، وحصّة موبيل في نظام النقل بالأنابيب العابر لألاسكا، وأسهم إكسون في قطاع إنتاج وقود الطيَّارات التوربينيَّة، والتخلّي عن حق الشركة القانوني في الاستحواذ على محطّات وقود شركة توسكو. اشترت شركة فاليرو كلًا من مصفاة تكرار بينيشا وثلاثمائة وأربعون من محطّات الشركة في ولاية كاليفورنيا في عام 2000.

### من عام 2000 حتَّى الآن

جانب من لقاء جمعَ رئيس الشركة ريكس تيلرسون مع نائب الرئيس الأمريكيّ ديك تشيني في عام 2007.

واجهت إكسون موبيل بالإضافة إلى كل من شركات بي پي، ورويال داتش شل، والشركة الوطنيَّة الصينيَّة للبترول، ولوك أويل وابلًا من الانتقادات في أواخر تسعينيات القرن العشرين ومطلع القرن الحادي والعشرين بسبب قيامها جميعًا بزيادة إنتاج النفط في منشآتها الواقعة في حقل الرميلة وحقل غرب القرنة النفطيَّين بعد الضعف والهزائم التي مُنِي بها نظام صدَّام حسين على خلفية اندلاع حرب العراق. إذ تمكَّنت إكسون موبيل من إنتاج 2,325,000 برميل نفط في اليوم الواحد أو ما يُعادل قيمته حينها 967,432,500 دولارًا من صافي العائدات السنويَّة وظلَّت بذلك الشركة مُحافظة على أسعار منخفضة في السوق العالميَّة. بيدَّ أنَّ هذه الممارسة عادت بالفائدة على جميع دول العالم المُستهلكة لنفط العمالقة الست الكبار التي حصلت عليه بأسعارٍ بخسة. كما سمَحت لإكسون بإنتاج مواد مُصنَّعة بالأصل من البترول الخام، والتي عادت على الشركة بأرباح كبيرة مثل المواد البلاستيكيَّة، والأسمدة، والأدوية، وزيوت التشحيم، والملابس. أعلنت الشركة في عام 2002 عن بيع حصّتها في منجم سيريخون في كولومبيا وأعمالها في مجال تعدين النحاس بتشيلي. وجاء هذا الإعلان بالتزامن مع وضع الشركة نصب أعينها على مجال النفط الصخريّ حيث عمِلت الشركة على ابتكار وتطوير عملية إلكتروفراك لاستخراج النفط الصخريّ. وافقَ مكتب إدارة الأراضي الأمريكيّ في عام 2014 على مشروع بحثيّ وتطويريّ أجرته الشركة في هذا المجال بمقاطعة ريو بلانكو في ولاية كولورادو الأمريكيَّة. بيدَّ أنَّ الشركة أعلنت تخليها عن عقدها وأبحاثها في مجال تطوير تقنيات لاستخراج النفط الصخريّ على المستوى الفيدراليّ في شهر نوفمبر عام 2015. أوقفت إكسون موبيل نشاطاتها الإنتاجيَّة في مجال استخراج الفحم الحجريّ من المناجم بعد بيعها آخر منجم للفحم تابع للشركة في الولايات المتَّحدة في عام 2009.
كما أعلنت الشركة عن إيقاف نشاطاتها وعملياتها في مجال البيع المُباشر بالتجزئة في الولايات المتَّحدة من خلال بيع جميع مراكز الشركة المخصَّصة لهذا الشأن في عام 2008. ومنحت الشركة تراخيص امتياز علامتيّ إكسون وموبيل التجاريتين لعدَّة شركات جديدة.
استحوذت إكسون موبيل في عام 2010 على شركة إكس تي أو للطاقة المعنيَّة بتطوير وإنتاج موارد غير تقليديَّة للطاقة.
أبرمت الشركة في عام 2011 اتفاق شراكة استراتيجيَّة مع شركة النفط الروسيَّة روسنفت من أجل العمل على تطوير عملية الاستخراج في كل من حقل شرق نوفايا زيمليا النفطيّ الواقع في بحر كارا، وحقل توابسه النفطيّ في البحر الأسود. توصَّلت الشركتان في العام التالي إلى اتفاق آخر للنظر في إمكانية استخراج وإنتاج النفط الصخريّ الخفيف في طبقتيّ باجينوف وآشيموف الواقعتين في غربيّ سيبيريا. أعلنت إكسون موبيل في عام 2018 عن فسخها للعقدين المُبرمين مع شركة روسنفت على خلفية العقوبات الدوليَّة المفروضة على روسيا، ولكنَّها أعربت عن نيَّتها الإبقاء على عقد شراكتها في مشروع ساخالين الأول. هذا وقد قدَّرت الشركة بلوغ تكلفة المشروع مبلغًا تُناهز قيمته المئتيّ مليون دولار بعد احتساب الضرائب.
أعلنت إكسون موبيل عن مباشرتها لمشروع يهدف لإنتاج الميثان المُستخرج من طبقات الفحم الحجريّ في أستراليا في عام 2012، ولكنَّها تراجعت عن الفكرة وانسحبت من المشروع في عام 2014.
أكَّدت إكسون موبيل في عام 2012 التقارير الإعلاميَّة التي أفادت بإبرام الشركة لاتفاق للتنقيب واستخراج النفط في إقليم كردستان العراق.
وافقت الشركة في نوفمبر عام 2013 على بيع حصَّتها السياديَّة في شركة كاسل بارك المُتخصِّصة في تقنيات تخزين الطاقة والتي تتخذ من هونغ كونغ مقرًّا لها في صفقة أبرمتها مع شركة سي إل بي القابضة بقيمة 3.4 مليار دولار.
كشفت الشركة في عام 2014 توصُّلها إلى اتفاق مع شركة لين المحدودة للطاقة يقوم بموجبه الطرفان بمُقايضة حزمة من أصولهما غير الماليَّة. منحت إكسون موبيل شركة لين حصصًا في حقلي ساوث بريدج، وهوغوتون لإنتاج الغاز بموجب ما نصَّ عليه الاتفاق المُبرم مقابل حصولها على أصول في كلٍ من حوض نهر بيرمين بولاية تكساس، وحوض ديلاوير بولاية نيومكسيكو.
منحَ المركز الدوليّ لتسوية النزاعات الاستثماريَّة إكسون موبيل تعويضًا بقيمة 1.6 مليار دولار في 9 أكتوبر عام 2014، وذلك على خلفية القضية التي رفعتها الشركة على الحكومة الفنزويليَّة. اتَّهمت الشركة النظام الفنزويليّ بإقدامه على المصادرة الجائرة وغير المشروعة لجميع أصوله في البلاد خلال عام 2007 دون تسديده ما عليه من تعويضات ماليَّة تجاه الشركة تسديدًا مُنصفًا.
استجوبت هيئة الأوراق الماليِّة والبورصة الأمريكيَّة شركة إكسون موبيل في سبتمبر عام 2016 حيال الأسباب الكامنة وراء عدم قيامها (كعدَّة شركات أخرى) بتدوين مجموع احتياطاتها النفطيَّة نظرًا لما تقتضيه وتلزمه التشريعات البيئيَّة المستقبليَّة من الشركات النفطيَّة بالاحتفاظ بكمية كبيرة من احتياطاتها دون استخراج في الجهود المبذولة للحد من آثار التغيُّر المناخيّ. هذا وقد عبَّر الاقتصاديّ مارك كرني عن قلقه إزاء نظام الأصول المعياريَّة المُنتشر بكثرة في القطاع النفطيّ. اعترفت الشركة في في أكتوبر عام 2016 عن حاجتها لتخفيض قيمة النفط الأرضيّ غير المُستخرج، فضلًا عن تخفيضها للقيمة الأسميَّة لنحو خُمس احتيطاتها الكليَّة.
أصدرت إحدى المحاكم الفيدراليَّة الأمريكيَّة حُكمًا يقضي برفع الحظر المفروض على الاستعمال القانونيّ لعلامة إسو التجاريَّة في عدَّة ولايات أمريكيَّة في سبتمبر عام 2016 حيث جاء الحكم استجابةً للطلب القانونيّ الذي رفته الشركة بخصوص هذا الشأن. إذ كانت جميع الشركات التي اعترضت سابقًا على استعمال العلامة التجاريَّة في تلك الولايات قد غيَّرت أسمائها القانونيَّة أو علاماتها التجاريَّة المُسجَّلة أو انتهى بها الأمر إمَّا باندماجها مع شركات أخرى أو قيام شركة بي پي بالاستحواذ عليها. استشهدت إكسون موبيل بمجموعة من الاستطلاعات الموثِّقة للعلامات التجاريَّة التي اثبتت قطعًا عدم وجود أي لغط حاليّ في حالات الاستعمال التجاريّ لعلامة إسو مثلما كان الأمر عليه قبل سبعة عقود مُنصرمة. هذا ولم تعترض شركة بي پي على رفع الحظر بتاتًا. لم توضِّح الشركة ما إذا كانت تعتزم افتتاح محطَّات جديدة في الولايات المتَّحدة تحت اسم «إسو». إذ كان مصدر قلق الشركة الأساسيّ سابقًا يتمحور حول المصاريف اللوجستيَّة الإضافيَّة المُترتِّبة على شطبها اسم «إسو» من منتجاتها في الولايات التي كان يسري فيها الحظر السابق.
أعلنَ الرئيس المُنتخب حديثًا دونالد ترامب عن ترشيح المدير التنفيذيّ السابق لإكسون موبيل ريكس تيلرسون لمنصب وزير الخارجيَّة الأمريكيّ في 13 ديسمبر عام 2016. وجاءَ ذلك بالتزامن مع ما أشار إليه العديد من المراقبين في شهر يناير عام 2017 حيال تضاؤل فرص قيام السلطات الفيدراليَّة تحت إدارة ترامب بفتح تحقيقات في الانتهاكات البيئيَّة التي تمارسها الشركة.
كشفت تقارير إعلاميَّة نُشِرَت في 9 يناير عام 2017 عن قيام شركة إنفينيوم (التي تتخذ من مدينة أبينغدون مقرًّا لها والقائمة أصلًا على أساس شراكة مُبرمة ما بين شركتيّ إكسون موبيل ورويال داتش شل) بمزاولة نشاطات اقتصاديَّة في إيران وسوريا والسودان في الوقت الذي كانت فيه هذه الدول واقعة تحت العقوبات الأمريكيَّة. ردَّ مُمثِّلون عن الشركة على هذه الأنباء بقولهم أنَّ إنفينيوم ام تنتهك العقوبات الأمريكيَّة لأن مقرَّاتها كانت موجودة في أوروبا، فضلًا عن عدم مشاركة أي موظَّفين أمريكيين بأي من المعاملات الاقتصاديَّة التي قامت بها الشركة في الدول الثلاثة.
أنكرت إدارة ترامب في أبريل عام 2017 تلَّقيها لطلب من إكسون موبيل بالسماح لها باستئناف عمليات استخراج النفط في روسيا. قال عضو مجلس النوَّاب الديمقراطيّ عن ولاية كاليفورنيا آدم شيف في هذا الصدد أنَّه ينبغي على «وزارة الخزانة رفض أي استنكاف بالعقوبات من أجل تمكين إكسون موبيل أو أيَّة شركة أخرى من استئناف نشاطاتها مع الكيانات الروسيَّة المحظورة.»
رفعت إكسون موبيل دعوى قضائيَّة على إدارة ترامب في يوليو عام 2017. حاولت الشركة في دعواها هذه مخالفة نتائج التحقيقات التي خلُصت إلى قيام الشركة بانتهاك العقوبات الأمريكيَّة المفروضة على روسيا. قال المُتحدِّث باسم الشركة ويليام هولبروك أنَّ إكسون موبيل اتَّبعت جميع «التوجيهات الواضحة الصادرة عن البيت الأبيض ووزارة الخزانة عندما وقَّع ممثِّلوها [في مايو عام 2014] على وثائق تتعلق بأنشطة الشركة المُستمرة مع شركة ووزنفت في قطاعيّ النفط والغاز في روسيا».
أصاب صاروخ موقعًا قريبًا من المقرَّات السكنيَّة لشركات إكسون موبيل، وروريال داتش شل، وإيني بالعراق في شهر يونيو من عام 2014. وجاء ذلك على خلفية العقوبات الجديدة المُشدَّدة التي فرضتها الولايات المتَّحدة على إيران. كما أعقب هذا الحادث وقوع هجومين مُنفصلين على قاعدتين عسكريتين أمريكيتين في العراق، وجاء بعد أسبوع واحد من استهداف إيران لناقلتين نفطيتين في خليج عُمان.
أعلنت الشركة في أكتوبر عام 2020 عن اعتزامها تسريح 1,600 موظَّف من قوَّتها العاملة في أوروبا بحلول نهاية عام 2021 بسبب جائحة كوفيد-19. إذ قالت إكسون موبيل بأنَّ قرارات التسريح هذه كانت ضروريَّة حتَّى تتمكن الشركة من اقتطاع جزء من نفقاتها الماليَّة.

## هيكلية الشركة وشؤونها المالية

### البيانات المالية
احتَّلت إكسون موبيل المرتبة الثانيَّة على قائمة غلوبال 500 لأكبر شركات العالم. كما احتَّلت المرتبة الثانيَّة كثاني أكبر شركات العالم المفتوحة أسهمها للتداول العام، والمرتبة الأولى كأكبر شركة نفط في الولايات المتَّحدة بحسب عائدات الشركة في عام 2017.
بلغت أرباح الشركة 14.3 مليار دولار أمريكيّ خلال السنة الماليَّة 2019، في حين وصلت قيمة عائداتها السنويَّة الكليَّة إلى 264.938 مليار دولار، بتراجع بلغت نسبته 8.7% عن الدورة الماليَّة السابقة.
| السنة | العائدات (بملايين الدولارات) | صافي الدخل (بملايين الدولارات) | مجموع الأصول (بملايين الدولارات) | سعر السهم الواحد (بالدولار) | عدد الموظَّفين |
| ----- | ---------------------------- | ------------------------------ | -------------------------------- | --------------------------- | ------------ |
| 2008  | 477,359                      | 45,220                         | 228,052                          | 82.68                       | 79,900       |
| 2009  | 310,586                      | 19,280                         | 233,323                          | 70.95                       | 80,700       |
| 2010  | 383,221                      | 30,460                         | 302,510                          | 64.99                       | 83,600       |
| 2011  | 486,429                      | 41,060                         | 331,052                          | 79.71                       | 82,100       |
| 2012  | 480,681                      | 44,880                         | 333,795                          | 86.53                       | 76,900       |
| 2013  | 438,255                      | 32,580                         | 346,808                          | 90.50                       | 75,000       |
| 2014  | 411,939                      | 32,520                         | 349,493                          | 97.27                       | 75,300       |
| 2015  | 249,248                      | 16,150                         | 336,758                          | 82.82                       | 73,500       |
| 2016  | 208,114                      | 7,840                          | 330,314                          | 86.22                       | 71,100       |
| 2017  | 244,363                      | 19,710                         | 348,691                          | 81.86                       | 69,600       |
| 2018  | 290,212                      | 20,840                         | 346,196                          | 79.96                       | 71,000       |
| 2019  | 264,938                      | 14,340                         | 362,597                          | 73.73                       | 74,900       |

### المقرات والمكاتب

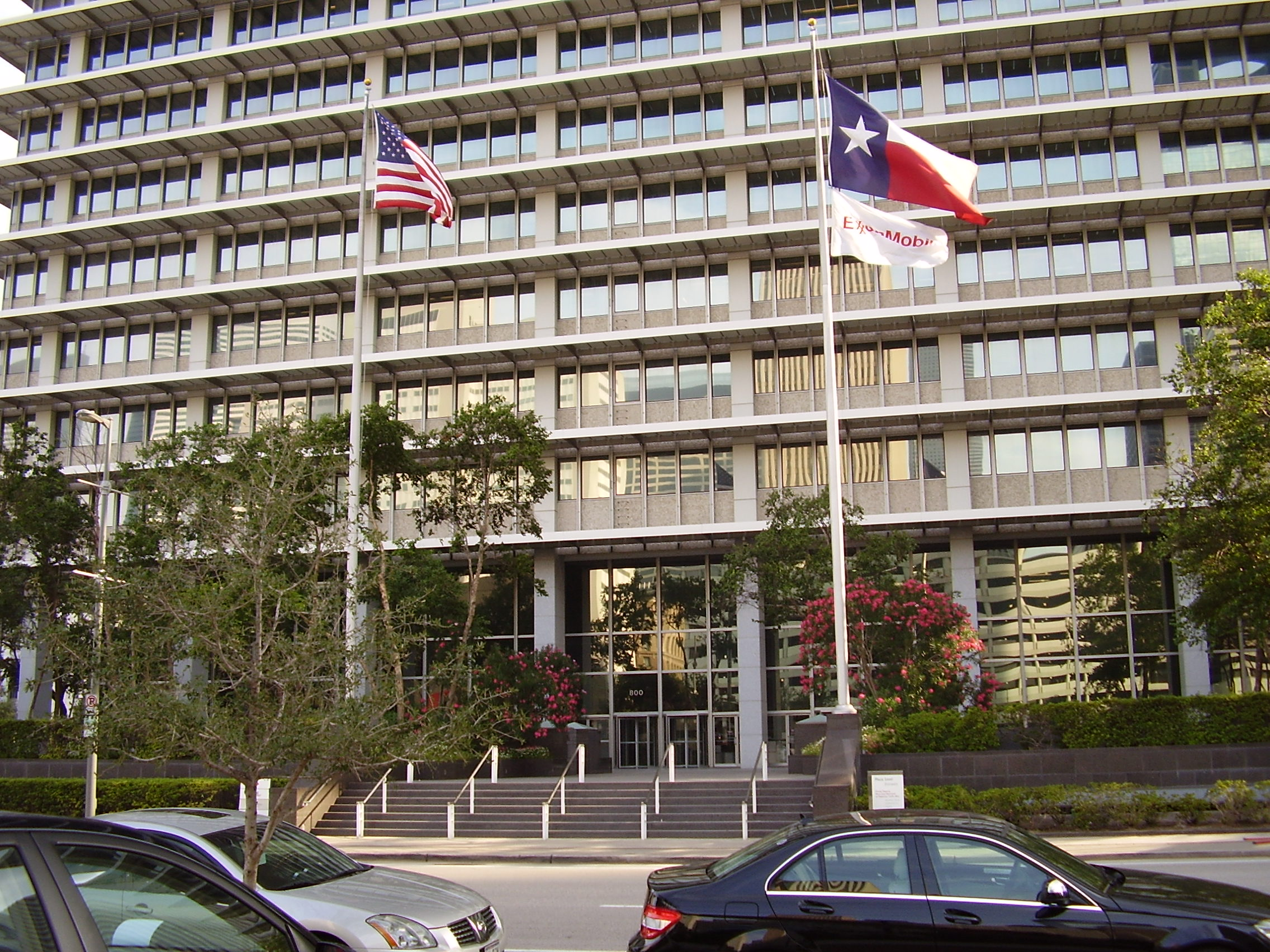
مبنى إكسون موبيل وسط مدينة هيوستن بولاية تكساس الذي اخلته الشركة في مطلع عام 2015.

تقع مقرَّات إكسون موبيل في مدينة إرفينغ بولاية تكساس الأمريكيَّة.
كذلك توجد مقرَّات جديدة كانت قد افتتحتها الشركة في شمال مدينة هيوستن. تبلغ القدرة الاستيعابيَّة لهذه المقرَّات نحو عشرة ألاف شخص، وتتألف من عشرين مبنىً يحوي على مكاتب مُخصَّصة للموظَّفين. تبلغ المساحة الكليَّة لجميع هذه المباني نحو 280 ألف متر مربع (3 ملايين قدم مربع)، وتضم مركزًا للعناية بسلامة العاملين، ومخبرًا، وثلاثة مواقف خاصَّة بالسيَّارات. كما يوجد للشركة مقر آخر يعمل فيه نحو 1500 موظَّف في مدينة وودلاندز بولاية تكساس.

### مجلس الإدارة
يشغلُ دارن وودز حاليًا منصب رئيس مجلس إدارة شركة إكسون موبيل ومديرها التنفيذيّ. اُنتخِبَ وودز رئيسًا للمجلس ومديرًا تنفيذيًا بعد تقاعد رئيسها ومديرها التنفيذيّ السابق ريكس تيليرسون حيث باشر وودز أعماله بتاريخ 1 يناير عام 2017. اُنتخِبَ وودز في السابق رئيسًا لإكسون موبيل في عام 2016 قبل توليه لمنصبيه الجديدين، كما كان عضوًا في مجلس الإدارة.
يتألَّف مجلس إدارة الشركة اعتبارًا من 6 فبراير عام 2019 من الأشخاص الواردة أسمائهم أدناه:
- سوزان أفري، الرئيسة الشرفيَّة لمعهد وودز هول لعلِم المحيطات
- أنغيلا برالي، الرئيسة السابقة والمديرة التنفيذيَّة لشركة ويلبوينت (أنثيم)
- أورسولا بيرنز، الرئيسة السابقة والمديرة التنفيذيَّة لشركة زيروكس
- كينيث فريزر، مدير المجلس، وهو المدير التنفيذيّ ورئيس شركة ميريك وشركاؤه
- جوزيف هولي
- ستيفن كانداريان، المدير التنفيذيّ ورئيس شركة متلايف المحدودة
- دوغلاس أوبرهيلمان، الرئيس السابق للمجلس، والمدير التنفيذيّ لشركة كاتربيلر المحدودة
- صامويل بالميسانو، الرئيس السابق للمجلس، والمدير التنفيذيّ لشركة آي بي إم
- ستيفن راينموند، مدير تنفيذيّ في جامعة ويك فوريست، والمدير التنفيذيّ السابق لمجلس إدارة شركة بيبسيكو
- ويليام ويلدون، المدير التنفيذيّ والرئيس السابق لمجلس إدارة شركة جونسون أند جونسون
- دارن وودز، المدير التنفيذيّ ورئيس مجلس شركة إكسون موبيل

### اللجنة الإدارية
تتألَّف اللجنة الإداريَّة الخاصَّة بشركة إكسون موبيل اعتبارًا من 6 فبراير عام 2019 من الأشخاص الواردة أسمائهم أدناه:
- دارن وودز، الرئيس والمدير التنفيذيّ
- نيل تشابمان، نائب عن الرئيس
- أندرو سويغر، نائب عن الرئيس والمسؤول الماليّ الأول
- جاك ويليامز، نائب عن الرئيس

## حقوق الإنسان
تعرَّضت إكسون موبيل لاتِّهامات بارتكابها انتهاكات لحقوق الإنسان في إقليم آتشه دار السلام الإندونيسيّ. إذ واجهت الشركة دعوى قضائيَّة رُفِعت عليها استنادًا إلى القانون الأمريكيّ لمطالبات الأجانب في محكمة المقاطعة الفيدراليَّة بواشنطن العاصمة في شهر يونيو من عام 2001. اتَّهمت الدعوى الشركة بضلوعها في انتهاكات لحقوق الإنسان من ضمنها التعذيب والاغتصاب والقتل عن معرفة مُسبقة من خلال تقديمها الدعم الماديّ للقوات المسلَّحة الإندونيسيَّة التي أقدمت على خروق صارخة لحقوق الإنسان من خلال حملتها الهادفة إلى قمع الاضطرابات المدنيَّة في آتشيه. يعود تكشُّف أول خيوط هذا التواطؤ إلى عام 1992 حينما أشارت تقارير إعلاميَّة إلى وجود علاقة تربط شركة إكسون (قبل اندماجها مع موبيل) بالقوات المسلَّحة الإندونيسيَّة. أنكرت الشركة هذه الاتِّهامات جملةً وتفصيلًا، ورفعت طلبًا يدعو إلى إسقاط الدعوى، ولكن رفض أحد القضاة الفيدراليين هذا الطلب في عام 2008. بيدَّ أنَّ قاضٍ فيدراليّ آخر أصدر حكمًا بإسقاط الدعوى في العام التالي. تقدَّم المُدَّعين بعد ذلك بطلب استئناف لحكم الإسقاط.
احتَّلت الشركة المرتبة الثانية عشر من أصل اثنين وتسعين شركة في تصنيف خاص بتقييم أداء شركات النفط والغاز والتعدين في مجال حفظ حقوق السكان الأصليين في القطب الشمالي.

## التأثير الجيوسياسي
ذكرت مراجعة كتاب «الإمبراطورية الخاصَّة: إكسون موبيل والنفوذ الأمريكيّ» من تأليف الصحفيّ الشهير ستيف كول في صحيفة ديلي تيليغراف في يوليو عام 2012 أنَّ المؤلِّف على اعتقاد جازم بتَمتُّع إكسون موبيل بالقدرة التي تُمكِّنها فعليًا بالتلاعب وتحريك دفَّة السياسة الخارجيَّة الأمريكيَّة وما يترتب على ذلك من تغيير لمستقبل ومصير دول بأكملها. زادت إكسون موبيل من نشاطاتها الإنتاجيَّة في العديد من الدول التي قامت فيها الشركة بإبرام اتفاقات مع دكتاتوريات مثل تشاد، وغينيا الاِستوائيَّة. هذا وقد أشار الكاتب إلى الصيت الذائع للرئيس التنفيذيّ السابق للشركة لي رايموند من ناحية تشكيكه بالتغيُّر المُناخيّ، فضلًا عن مَقْته للتدخل الحكوميّ في جميع النواحي وكل المستويات.
راجعت ذا إيكونومست الكتاب أيضًا وأشادت به لابتعاده في نظر المجلّة عن المبالغة والصورة بالغة التبسيط التي انتهجها كثير من مُنتقدي الشركة. وصفت المراجعة النفوذ الذي تتمتَّع به الشركة في تعاملها مع الدول التي تقوم فيها الشركة باستخراج النفط ضمن قيود وضعيَّة مفروضة عليها. إذ أشارت المراجعة مثلًا إلى قيام الشركة بتجميد عملياتها الإنتاجيَّة في إندونيسيا في محاولة واضحة منها للنأي بنفسها عن انتهاكات حقوق الإنسان التي ارتكبها الجيش الإندونيسيّ بحق السكان، وقرارها استخراج النفط في تشاد فقط بعد إصدار البنك الدوليّ لموافقة تُؤكِّد استعمال عائدات البترول لإفادة الشعب التشاديّ. اختتمت المجلّة مراجعتها بدعوة العالم الذي أضحى «مدمِنًا على منتجات إكسون موبيل للنظر في المرآة قبيل انتقاد كيف تقوم الشركة بتأمين هذه المنتجات بلا هوادة».
وقَّعت شركة نفط العراق (التي امتلكت فيها شركة الشرق الأدنى للتطوير التابعة بالأصل لإكس موبيل حصَّةً بنسبة 23.75%) على اتفاقٍ يقضي بتنازل سلطان مسقط عن حقولٍ نفطيَّة في عام 1937 مقابل تقديم الشركة دعمًا ماديًّا له حتَّى يؤسِّس قوَّة عسكريَّة للسيطرة على المناطق الداخليَّة من البلاد التي كان يعتقد علماء الأرض بكونها من المناطق الغنيَّة بالنفط. أدَّى ذلك إلى نشوب حرب الجبل الأخضر في عُمان التي استمر الاقتتال فيها لأكثر من خمس سنوات.

## التنظيم الإداري

### تقسيمات الإدارة
- بداية دورة الإنتاج[169]
  - شركة إكسون موبيل للتنقيب
  - شركة إكسون موبيل للتطوير
  - شركة إكسون موبيل للإنتاج
  - شركة إكسون موبيل لتسويق الغاز والطاقة

## وصلات خارجية
- الموقع الرسمي
- الموقع الرسمي للفرع الأمريكي من الشركة
- الموقع الدولي لموبيل